# Horné diery

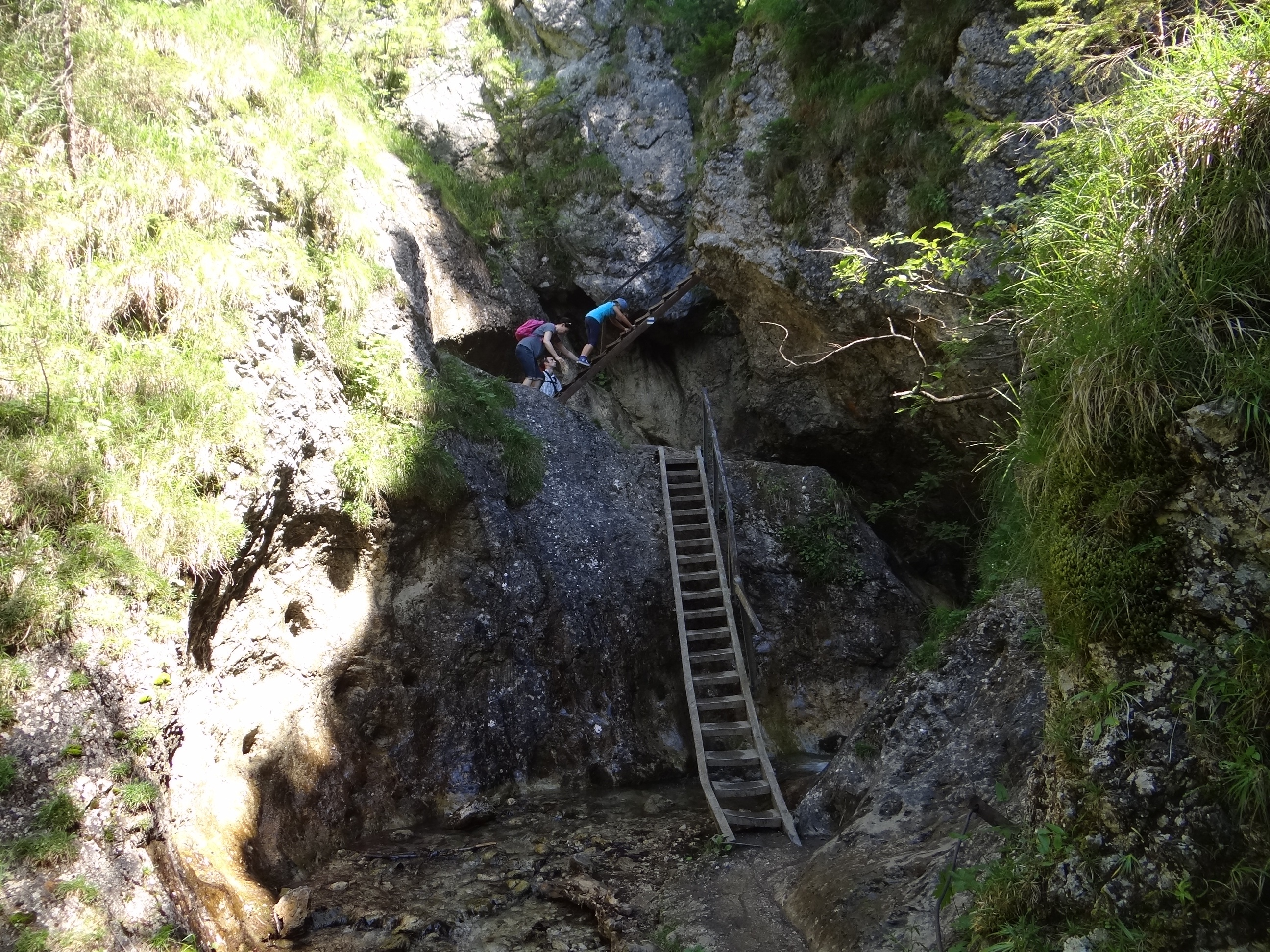

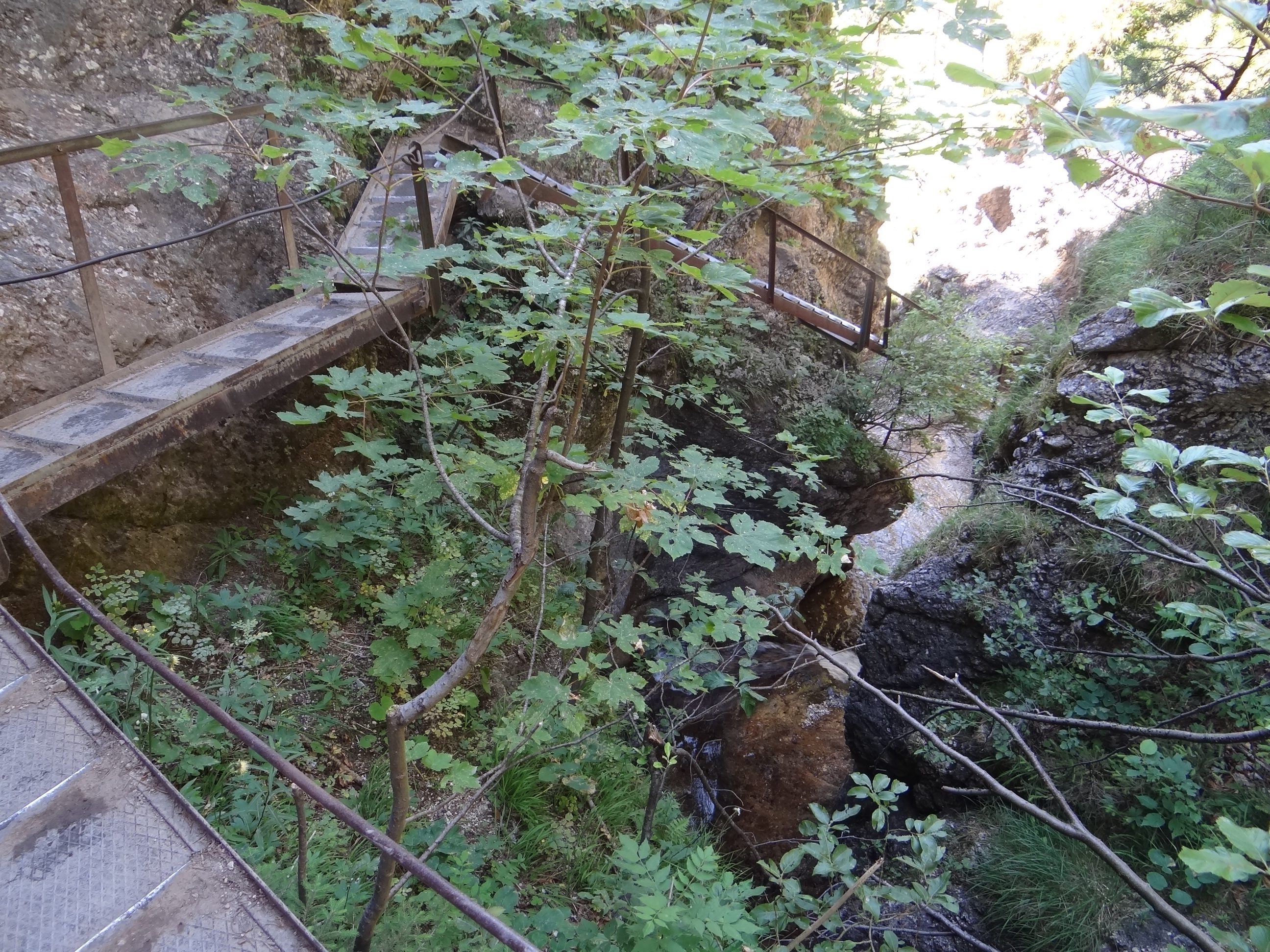

Horné diery – skalny wąwóz w  Krywańskiej części Małej Fatry na Słowacji. Położony jest w środkowej części Dierovego potoku. Jest to jeden z systemu czterech wąwozów określanych nazwą Diery lub Jánošíkove diery, pozostałe to  Dolné diery, Nové diery i Tesná rizňa.
Dolny koniec Hornych dier znajduje się w lesie powyżej skrzyżowania szlaków turystycznych o nazwie Podžiar, górny poniżej rozszerzonego dna doliny o nazwie Pod Palenicou. Wąwóz jest zbudowany ze skał dolomitowo-wapiennych, a jego obydwa zbocza to pionowe lub bardzo strome ściany. Szlak turystyczny prowadzi to z jednej, to z drugiej strony potoku metalowymi kładkami, w niektórych miejscach również samym korytem potoku. Na Dierovym potoku jest tutaj kilka wodospadów, pod którymi spadająca woda wybiła typowe kotły eworsyjne. Progi wodospadów pokonuje się za pomocą metalowych drabinek i kładek. W niektórych miejscach ścieżka trawersuje strome urwiska. Dzięki technicznym ułatwieniom szlak jest łatwy dla przeciętnego turysty, jedynie po większych deszczach i na wiosnę staje się śliski i trudny do przejścia.
Całość obszaru Dier znajduje się na terenie Parku Narodowego Mała Fatra, częściowo również w granicach rezerwatu przyrody Rozsutec. Horné diery można zwiedzać z dwóch turystycznych osad w miejscowości Terchová; Biely potok lub Štefanová. Z Bielego potoku niebieski szlak turystyczny prowadzi doliną Dierovego potoku do rozdroża  Ostrvné. Do rozdroża Ostrvné  można dojść również żółtym szlakiem ze Štefanovej.

## Szlak turystyczny
Biely Potok – Ostrvné – Dolné diery – Podžiar – Horné diery –  Pod Palenicou – Tesná rizňa – Pod Tanečnicou – Medzirozsutce. Czas przejścia 2.30 h, 2.10 h